# Royal Canal
Il Royal Canal, in gaelico An Chanáil Ríoga, è un canale artificiale situato in Irlanda costruito per il trasporto di merci e passeggeri dal fiume Liffey al fiume Shannon. Ha come estremi la città di Cloondara, che si trova vicino al fiume Shannon e lo Spencer Dock, un villaggio vicino a Dublino. Dopo un lungo periodo di cattivo stato fu rinnovato e reso di nuovo usufruibile per la navigazione. L'intera tratta è diventata di nuovo agibile il 1º ottobre 2010. 

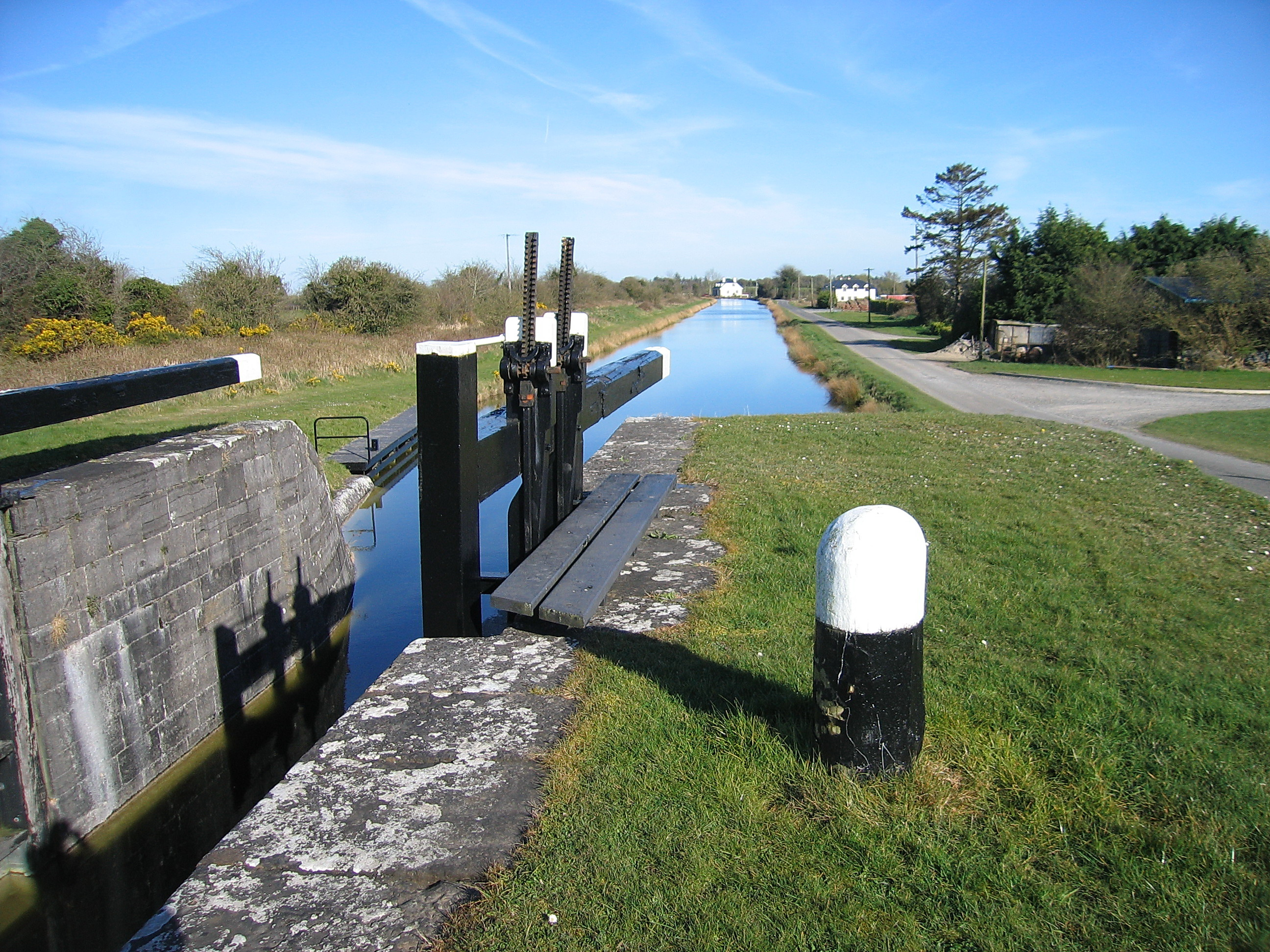
IlRoyal Canal nella contea rurale di Westmeath

## Storia

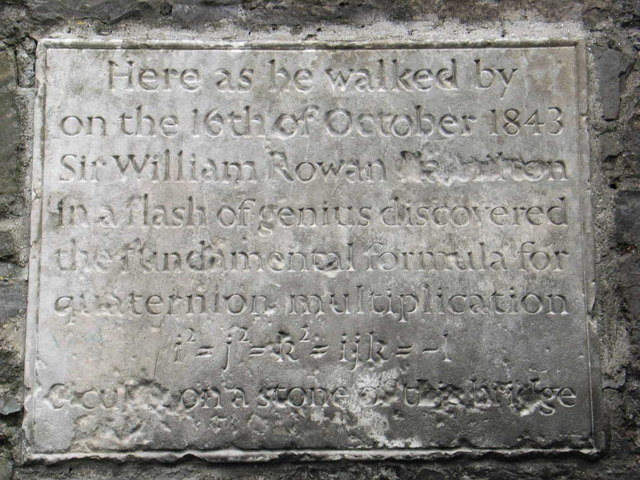
Placca commemorativa della scoperta dei quaternioni presso Broom Bridge, Dublino

I lavori cominciarono nel 1790 e durarono 27 anni, cioè fino a quando fu raggiunto lo Shannon nel 1817. I costi all'epoca ammontarono a £ 1,421,954. Il canale passa attraverso Maynooth, Kilcock, Enfield, Mullingar, Ballymahon e ha un raccordo verso Longford. La lunghezza totale della navigazione è di 90 miglia (145 km) lungo cui si trovano 46 chiuse. Un importante affluente, proveniente dal Lough Owel, si unisce al canale presso Mullingar. Presso Dublino ci sono una serie di chiuse e piccole dighe che razionalizzano l'immisione delle acque nel Liffey prima e nel mare poi.
Nel 1843, camminando lungo il Royal Canal sir William Rowan Hamilton scoprì la formula del quaternione e scrisse le prime intuizioni al riguardo su una pietra del Broom Bridge, un ponte che attraversa il canale stesso.

## Trasporti
Il canale si può notare dalla ferrovia che congiunge Dublino e Mullingar in quanto questa, per la maggior parte della sua lunghezza, costeggia proprio il canale stesso. La presenza di molti meandri ha portato alla realizzazione di molte curve per rallentare la velocità dei treni. Il fiume attraversa anche il congiungimento tra la M50 motorway e la N3.

## Oggi
Negli anni 70 il canale stava cadendo in una situazione di totale degrado ed era spesso usato come discarica non solo per spazzatura, ma anche per vecchie automobili. I piani per convertire il corso del letto in un'autostrada portarono a molte proteste e alla formazione di un gruppo che manifestava per la riqualificazione e il mantenimento del canale stesso.
Oggigiorno la compagnia Waterways Ireland ha la responsabilità sul canale.
Nel 2006 fu eretto un monumento a Piper's Boreen, Mullingar, per commemorare il bicentenario della costruzione proprio a Mullingar del Royal Canal, che avvenne proprio nel 1806.

## Royal Canal Way
La Royal Canal Way è un sentiero a lunga percorrenza (79 kilometri, 49 miglia) che segue il percorso del canale da Ashtown (Dublino) a Abbeyshrule, nella contea di Longford. Normalmente viene completato in tre giorni ed è gestito anch'esso dalla Waterways Ireland. 
È collegato ad un altro sentiero a lunga percorrenza, il Westmeath Way, presso Mullingar.